# Ohinemutu
 (janvier 2023).
Si vous disposez d'ouvrages ou d'articles de référence ou si vous connaissez des sites web de qualité traitant du thème abordé ici, merci de compléter l'article en donnant les références utiles à sa vérifiabilité et en les liant à la section « Notes et références ».

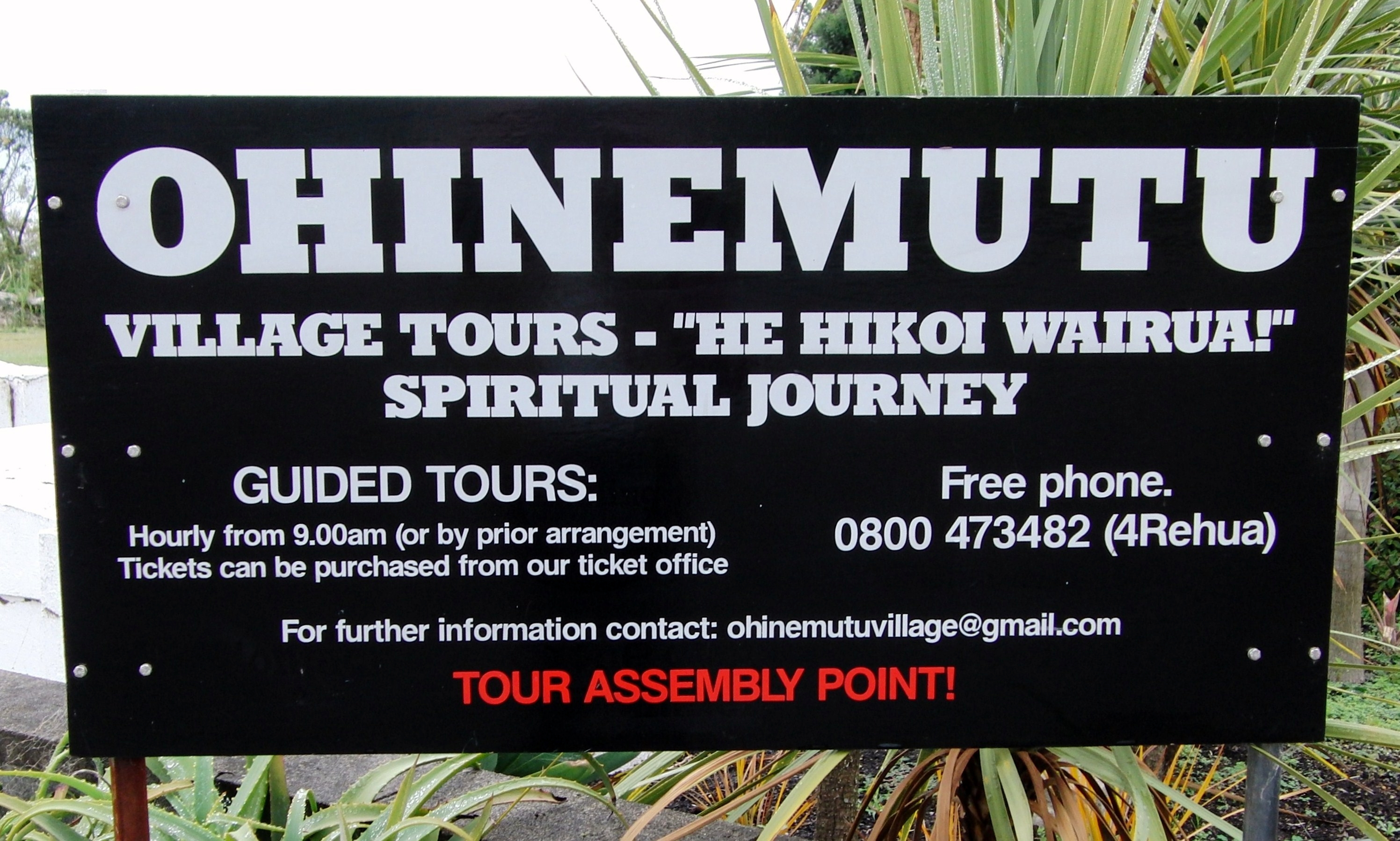
Pointe de l’Assemblée dans Ohinemutu, Rotorua

Ohinemutu, ou Ōhinemutu, est une banlieue de la ville de Rotorua, située dans le nord-est de l'Île du Nord de la Nouvelle-Zélande, dans la région de la baie de l’Abondance.
C’est historiquement un village māori et le site d'origine de la ville de Rotorua.

## Population
La zone statistique de Kuirau, qui correspond à la localité de Ohinemutu, avait une population de 1 065 résidents lors du recensement de 2018 en Nouvelle-Zélande, en augmentation de 144 personnes (15,6 %) depuis le recensement de 2013 en Nouvelle-Zélande et une augmentation de 138 personnes (14,9 %) depuis celui le recensement de 2006 en Nouvelle-Zélande.
Il y avait 378 logements. On comptait 552 hommes et 516 femmes, donnant un sexe-ratio de 1,07 homme pour une femme.
L’âge médian était de 33,9 ans (comparé avec les 37,4 ans au niveau national), avec 210 personnes (19,7 %) âgées de moins de 15 ans, 261 personnes (24,5 %) âgées de 15 à 29 ans, 462 personnes (43,4 %) âgées de 30 à 64 ans, et 135 personnes (12,7 %) âgées de 65 ans ou plus.
L’ethnicité était pour 35,8 % européens/Pākehā, 62,8 % Māori, 6,5 % personnes du Pacifique, 15,5 % asiatiques, et 2,3 % d’une autre ethnicité (le total peut faire plus de 100 % dans la mesure où une personne peut s’identifier de multiples ethnicités).
La proportion de personnes nées outre-mer était de 19,4 %, comparée avec les 27,1 % au niveau national.
Bien que certaines personnes refusent à donner leur religion, 39,4 % n’ont aucune religion, 38,6 % sont chrétiens, 3,1 % étaient hindouistes, 0,6 % étaient  musulman, 0,8 % étaient  bouddhistes et 11,0 % avaient une autre religion.
Parmi ceux d’au moins 15 ans d’âge, 174 personnes (20,4 %) avaient un niveau de licence ou un degré supérieur, et 141 personnes (16,5 %) n’avaient aucune qualification formelle.
Le revenu médian était de 20,800 $, comparé avec les 31,800 $ au niveau national.
Le statut d’emploi de ceux d’au moins 15 ans était pour 357 personnes (41,8 %) un emploi à plein temps, 126 personnes (14,7 %) était à temps partiel et 87 personnes (10,2 %) étaient sans emploi [1].

## Installations
Le secteur a quatre maraes :
- Le marae de «Te Kuirau» ou «Utuhina Marae» et la maison de rencontre «Te Roro o Te Rangi», sont le lieu de rassemblement des Ngāti Whakaue hapū des Ngāti te Roro o te Rangi (en).

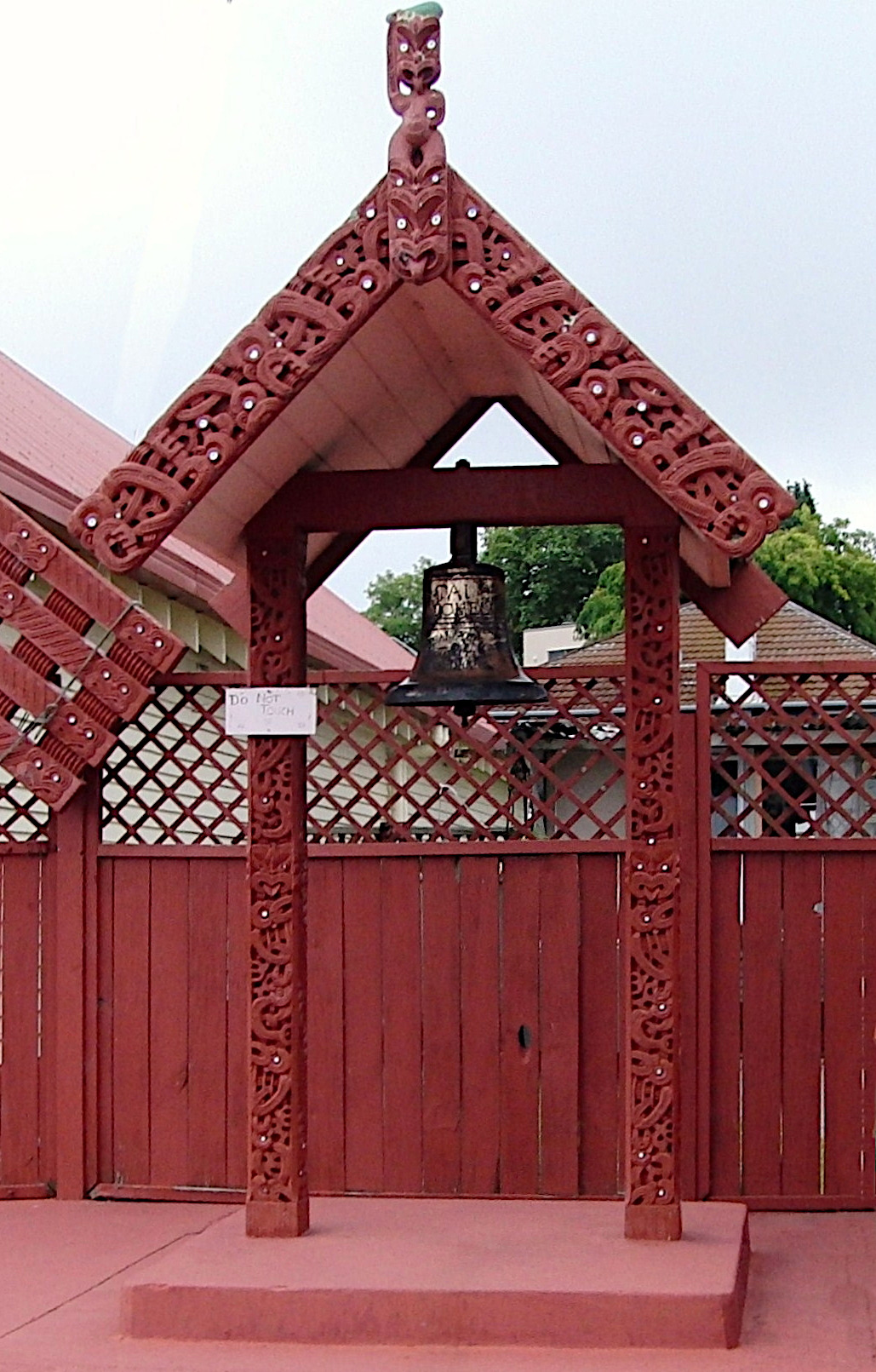
Ohinemutu, la cloche de cérémonie de la maison de réunion de Tamatekapuae

- Le marae de «Te Papaiouru» et la maison de «Tamatekapua» sont le lieu de rassemblement des Ngāti Whakaue un hapū des  Ngāti Hurunga Te Rangi (en), Ngāti Pūkaki (en), Ngāti Taeotu (en), Ngāti Te Rangiwaho (en), Ngāti te Roro o te Rangi (en) et des  Ngāti Tunohopu (en). La maison a été construite en 1878 pour ratifier la paix entre les tribus Te Arawa et Waikato Tainui [1].
- «Para te Hoata» ou  «Marae Tunohopu» et  maison de rencontre de «Tunohopu» sont le lieu de rassemblement des Ngāti Whakaue hapū des Ngāti Tunohopu (en) et des Ngāti Whakaue.
- le Marae de «Waikite» et la maison de rencontre de «Tiki» sont le lieu de rassemblement des  Ngāti Whakaue hapū des Ngāti Whakaue (en)[2],[3].

## Personnalités liées à Ohinemutu
- Merekotia Amohau, chanteuse et compositrice
- Frederick Bennett, évêque anglican
- Maata Horomona, danseuse de haka et actrice
- Inez Kingi, infirmière et militante sociale